# Dominika Škorvánková
Dominika Škorvánková, née le 21 août 1991 à Dunajská Lužná, est une footballeuse internationale slovaque évoluant au poste de milieu de terrain au FC Como Women.

## Biographie

### Carrière en club
En juin 2020, elle rejoint le Montpellier HSC, en France. Elle prolonge son contrat dans le club héraultais en 2022. 

### Carrière internationale
Dominika Škorvánková est appelée à l'âge de 14 ans pour la première fois en équipe de jeunes de Slovaquie, dans la sélection U17. Elle  évolue ensuite également en équipe U19. Elle fait partie de l'équipe nationale senior depuis 2009.

## Palmarès
ŠK Slovan Bratislava
- Championnat de Slovaquie (4)
  - Championne : 2009, 2010, 2011 et 2012
- Coupe de Slovaquie (3)
  - Vainqueur : 2009, 2011 et 2012

 SV Neulengbach
- Championnat d'Autriche (2)
  - Championne : 2013 et 2014
  - Finaliste : 2015
- Coupe d'Autriche
  - Finaliste : en 2013 et 2014 et 2015

 SC Sand
- Coupe d'Allemagne
  - Finaliste : 2016 et 2017

 Bayern Munich
- Championnat d'Allemagne
  - Vice-championne : 2018, 2019 et 2020
- Coupe d'Allemagne
  - Finaliste : 2018, 2019 et 2020

## Statistiques
| Saison                | Club                  | Championnat           | Championnat | Championnat | Coupe(s) nationale(s) | Coupe(s) nationale(s) | Compétition(s) continentale(s) | Compétition(s) continentale(s) | Compétition(s) continentale(s) | Total | Total |
| Saison                | Club                  | Division              | M.          | B.          | M.                    | B.                    | Comp.                          | M.                             | B.                             | M.    | B.    |
| 2011-2012             | ŠK Slovan Bratislava  | I. liga žien          |             |             |                       |                       | C1                             | 3                              | 0                              | 3     | 0     |
| Sous-total            | Sous-total            | Sous-total            |             |             |                       |                       | -                              | 3                              | 0                              | 3     | 0     |
| 2012-2013             | SV Neulengbach        | ÖFB-Frauenliga        | 18          | 8           |                       |                       | C1                             | 2                              | 0                              | 20    | 8     |
| 2013-2014             | SV Neulengbach        | ÖFB-Frauenliga        | 14          | 9           |                       |                       | C1                             | 5                              | 0                              | 19    | 9     |
| 2014-2015             | SV Neulengbach        | ÖFB-Frauenliga        | 10          | 3           |                       |                       | C1                             | 0                              | 0                              | 10    | 3     |
| Sous-total            | Sous-total            | Sous-total            | 42          | 20          | 8                     | 4                     | -                              | 7                              | 0                              | 57    | 24    |
| 2015-2016             | SC Sand               | Frauen-Bundesliga     | 17          | 3           | 6                     | 1                     | -                              | -                              | -                              | 23    | 4     |
| 2016-2017             | SC Sand               | Frauen-Bundesliga     | 14          | 3           | 4                     | 1                     | -                              | -                              | -                              | 18    | 4     |
| Sous-total            | Sous-total            | Sous-total            | 31          | 6           | 10                    | 2                     | -                              | -                              | -                              | 41    | 8     |
| 2017-2018             | Bayern Munich         | Frauen-Bundesliga     | 18          | 1           | 2                     | 0                     | C1                             | 2                              | 0                              | 22    | 1     |
| 2018-2019             | Bayern Munich         | Frauen-Bundesliga     | 16          | 1           | 4                     | 0                     | C1                             | 8                              | 2                              | 28    | 3     |
| 2019-2020             | Bayern Munich         | Frauen-Bundesliga     | 16          | 0           | 2                     | 0                     | C1                             | 3                              | 0                              | 21    | 0     |
| Sous-total            | Sous-total            | Sous-total            | 50          | 2           | 8                     | 0                     | -                              | 13                             | 2                              | 71    | 4     |
| 2020-2021             | Montpellier HSC       | Division 1            | 14          | 3           | 1                     | 0                     | -                              | -                              | -                              | 15    | 3     |
| Sous-total            | Sous-total            | Sous-total            | 14          | 3           | 1                     | 0                     | -                              | 0                              | 0                              | 15    | 3     |
| Total sur la carrière | Total sur la carrière | Total sur la carrière | 137         | 31          | 27                    | 6                     | -                              | 23                             | 2                              | 187   | 39    |